# Kaoma
I Kaoma sono stati un gruppo musicale franco-brasiliano-portoghese formato dai membri del gruppo Touré Kunda, scioltosi in precedenza.
I membri erano Loalwa Braz (cantante brasiliana), Monica, Chico & Roberta (ballerini brasiliani), Chyco Du (bassista della Martinica), Jacky Arconte (chitarrista di Guadalupa), Jean-Claude Bonaventure (tastierista di Tolosa), Michel Abihssira (batterista e percussionista), Fania (corista di Parigi di origini senegalesi).

## Storia
Il gruppo ha raggiunto la popolarità nel 1989, quando venne pubblicato il singolo Lambada, di grandissimo successo in tutto il mondo ed è diventato un classico dei balli latini-americani.
La canzone è in realtà il plagio di un brano intitolato Llorando se fué, scritto molti anni prima dal gruppo Boliviano dei Los Kjarkas. L'utilizzo non era autorizzato, quindi seguì un processo per plagio vinto dai Los Kjarkas.
Altro singolo che ottenne buone vendite fu il successivo Dançando Lambada, che è entrato all'ottava posizione della classifica italiana e ha ottenuto un ampio successo anche nel resto d'Europa.
Nel 1990 partecipano al Festival di Sanremo proponendo, in abbinamento con Anna Oxa, una loro versione di Donna con te, che in Italia ha raggiunto la tredicesima posizione della classifica dei singoli.
Nel corso della loro carriera hanno pubblicato tre album: Worldbeat, Tribal Pursuit e A la media noche, pubblicati rispettivamente nel 1989, nel 1991 e nel 1998.

## Discografia

### Album
- 1989 – Worldbeat
- 1991 – Tribal Pursuit
- 1998 – A la media noche

### Singoli
- 1989 – Lambada
- 1989 – Dançando Lambada
- 1990 – Mélodie d'amour
- 1990 – Donna con te
- 1991 – Danca tago-mago
- 1992 – Moço do dende